# Агды
Агды — персонификация грома в эвенкийской, удэгейской и нанайской мифологии.

## Описание
Агды может изображаться по-разному. В первом варианте Агды является человекоподобным существом с медвежьей головой и крыльями. Во втором варианте Агды представляет собой огромную серую птицу, гремящую клювом (гром) и сверкающую глазами (молния). Данный вариант имеет некоторое сходство с Юйцяном. В сказке Дмитрия Нагишкина, Агды упомянут в числе опасностей природы наряду с Боко (хозяин трясины) и Какзаму (хозяин гор). Шаманы могли наслать Агды на чужой род. Также Агды может изображаться в виде кузнеца, стучащего на небе по наковальне. Искры из под молота Агды представляют из себя молнии и уничтожают злых духов. Данное описание роднит Агды с якутским Сюгэ тойоном.

## Интересный факт
Тунгусский метеорит был принят эвенками за Агды, а уфологи высказали предположение, что Тунгусский метеорит был летательным аппаратом инопланетян.

## источники
- https://zen.yandex.ru/media/russiatravel/o-kulture-i-verovaniiah-malyh-korennyh-narodov-rossii-5b6d47e4b5223300a9195536
- http://www.skazayka.ru/agdyi-grom-evenkiyskaya-skazka/
- https://kiri2ll.livejournal.com/23265.html
- https://www.kramola.info/vesti/rusy/tungusskoe-divo-mjortvaja-doroga-i-stalin